# Ortodox judendom

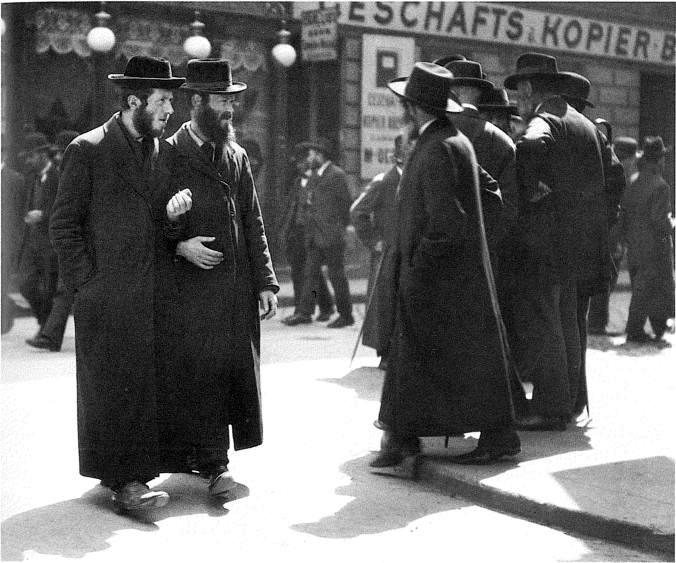
Ultraortodoxa judar i Leopoldstadt i Wien, 1915

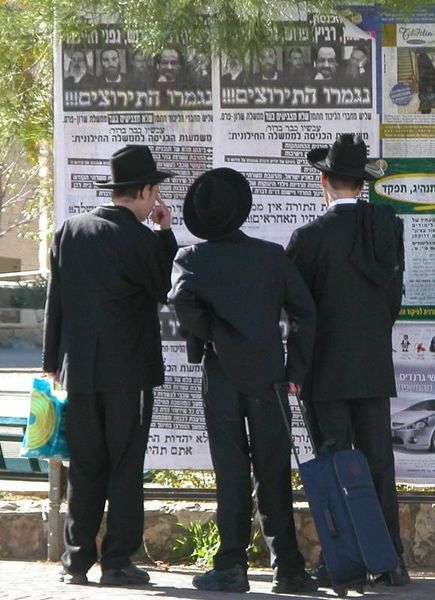
Haredisk ungdom i Jerusalem, 2007

Ortodox judendom är den form av judendom som är mest observant mot judisk lag. Ortodox judendom växte fram under europeiskt 1800-tal, som en motreaktion mot reformjudendom, den judiska upplysningen haskala och tendenser att gå upp i det omgivande samhället. Jämfört med reformjudendom är den ortodoxa mycket striktare och kräver mer av dem som praktiserar den. Manliga ortodoxa judar känns ofta igen på att de bär kippa, tallit katan och att vissa har tinninglockar. 
Ortodoxa judar anser att deras strömning är den som lägger störst vikt vid att leva enligt judisk lag (halacha). Av ortodoxa judar betraktas den ortodoxa strömningen som den mest korrekta judendomen. Liberala riktningar ses som sent utsprungna sidogrenar, som i teorin inte erkänns, eftersom de anses avstå från att fullfölja mitzvot.

## Ortodoxin i Israel
Israelisk lag ger på vissa områden företräde åt den ortodoxa riktningen.
Överrabbinatet i Israel är en ortodox judisk institution och de enda proselyteringar och konversioner som erkänns i Israel är sådana som görs för en ortodox rabbin.

## Religiös övertygelse
Ortodoxa judar poängterar vikten av att studera judisk lag, och att praktiskt leva ett judiskt liv enligt densamma. Ortodoxa judar betraktar den judiska religionen som en autentisk gudsuppenbarelse, så som den visar sig i skriftlig och muntlig Torah, varav den muntliga dels finns nedtecknad som kommentarer på Torah i Talmud och Shulhan arukh men även fortsätter genom vidare kommentarer samt lydnad för halakha. Många ortodoxa judar anser att vad som står i Torah rörande judisk historia och skapelseberättelse är korrekt.
Dessutom har ortodoxa judiska samfund en mycket sträng syn på vad en äkta konvertit är. Enbart konvertiter som visar att de är intresserade av att leva ett i ortodox mening judiskt liv betraktas som fullgoda konvertiter.
Ortodox judendom tror vidare på judisk mystik - kabbalah.

## Modern-ortodox judendom
Modern-ortodox judendom är en i stort ortodox variant av judendomen som syftar till att anpassa dess värden till ett modernt samhälle, samtidigt som man håller fast vid seder, religion och tradition. Det finns ingen enhetlig modern-ortodox filosofi, däremot är modernt-ortodoxa judar ofta sionistiska och vidhåller att judisk lag skall upprätthållas. Modernt-ortodoxa judar är ofta, om inte alltid, positiva till den sekulära världen och anser att en praktiserande jude kan leva och verka bland sekulära människor och i icke-judiska befolkningar.

## Haredisk judendom

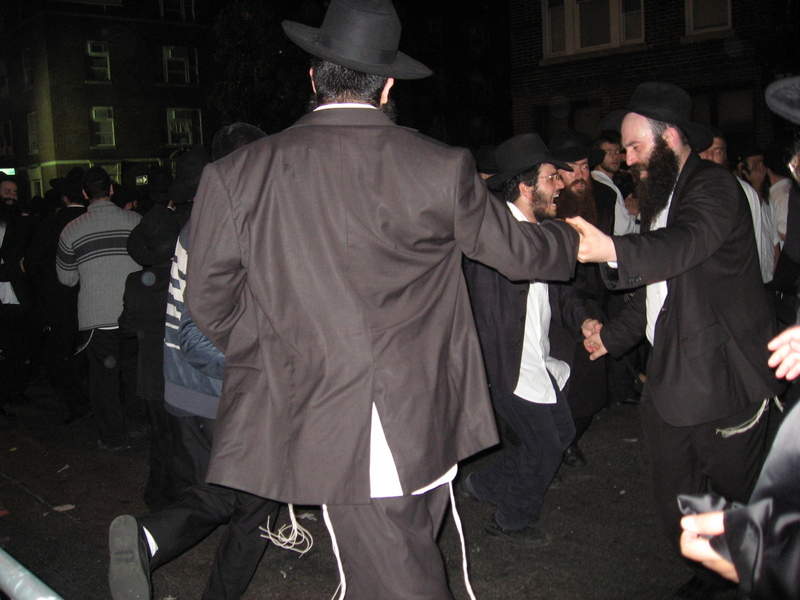
Harediska judar i Crown Heights tillhörande chabad i Brooklyn i New York

Haredisk judendom, eller ultraortodox judendom, är den mest konservativa varianten av judendomen. Harediska judar förkastar nästan alltid den moderna världen och undviker kontakt med sekulära judar och icke-judar.[källa behövs] Ofta känns de igen på att de bär hatt och kaftaner.
En del harediska sekter motsätter sig sionism och judiskt styre i Israel av religiösa skäl. De åberopar Talmud, som bland annat skriver att judar inte får lov att återvända till Israel som en grupp med hjälp av våld. Emellertid finns det sionistiska harediska grupperingar, exempelvis chabad[källa behövs].

## Ortodoxa kännetecken
- Erkänner och följer Halakha.
- Tror att Torahn gavs till det judiska folket vid Sinai av Gud, och att den är helig. Gud kommer aldrig att modifiera lagen.
- Tror att Gud parallellt med den skrivna Torahn gav judarna den muntliga Torahn, som skrevs ner under 200-talet e.Kr. i Talmud.
- Väntar på återuppbyggnaden av Templet, Messias ankomst och återuppväckandet av de döda.